# Garmsar
Garmsar (Perzisch: گرمسار) is een stad in Iran met 38.891 inwoners (2006). De stad ligt ongeveer 82 km ten zuidoosten van Teheran.